# Fabianski
Fabianski is een historisch Pools motorfietsmerk dat bestond van 1936 tot 1939.
De productie van motorfietsen werd dus waarschijnlijk beëindigd door de Tweede Wereldoorlog, maar verder is er van het merk niets bekend.